# نهر أمبارنايا
نهر أمبارنايا هو نهر في سيبيريا يتدفق في اتجاه الشمال إلى بحيرة بياسينو. عند مغادرة بحيرة بياسينو ، تظهر المياه كنهر بياسينا. تشترك في دلتا مشتركة مع نهر Norilskaya. يبلغ طوله 60 كيلومترًا (37 ميل) ، ويحتوي على حوض تصريف يبلغ 428 كيلومترًا مربعًا (165 ميلًا مربعًا).
النهر يتغذى بالمطر وماء الجليد المنصهر. وهي ضحلة ويتكون قاع المجرى من الركام الجليدي - والحصى. وهي ملوثة بشدة من صناعة التعدين في نوريلسك ، وهي نورنيكل ، لذا لم يعد الصيد ممكنًا.

## انسكاب الديزل
في مايو 2020 ، تسرب 20 ألف طن من وقود الديزل إلى النهر من محطة توليد كهرباء. مع امتداد النهر بطول 12 كيلومترًا (7.5 ميل) بشكل خطير ، أعلن الرئيس الروسي فلاديمير بوتين حالة الطوارئ.